# Chogolisa
Die Chogolisa ist ein 7668 m hoher trapezförmiger Berg im Karakorum in der autonomen Region Gilgit-Baltistan in Pakistan. Ein fast waagerecht verlaufender, etwa 900 m langer Gipfelgrat verbindet den 7668 m hohen Südwestgipfel mit dem 7654 m hohen Nordostgipfel. Letzterer wird auch als Chogolisa II oder nach William Martin Conway, aufgrund seiner kannelierten Eiswände, die einem Brautschleier gleichen, als Bride Peak (Brautberg) bezeichnet. Günter O. Dyhrenfurth beschrieb die Chogolisa als „das Ideal eines Eisberges“.

## Lage und Form
Die Chogolisa zählt zu den Masherbrum-Bergen, einer Bergkette des „Kleinen Karakorum“ südlich des Baltoro-Gletschers. Hinsichtlich der Schartenhöhe ist jedoch nicht der Masherbrum als höchster Berg dieser Kette ihr Bezug, sondern der Hidden Peak im benachbarten Baltoro Muztagh. Die Walmdachform der Chogolisa ist von allen Seiten bemerkenswert symmetrisch und macht sie weithin zu einer unverwechselbaren Berggestalt des Baltoro.

## Name
Der Name Chogolisa lautet in der einheimischen Sprache der Balti Chhogolingsa und bedeutet „großes Jagdgebiet“ (zusammengesetzt aus chhogo „groß“, ling „jagen“ und sa „Gelände, Gebiet“).

## Besteigungsgeschichte
Bereits 1909 erreichte eine Expedition unter der Führung von Luigi Amadeo von Savoyen, dem Herzog der Abruzzen, auf dem Südostgrat eine Höhe von knapp 7500 m. Ein Schlechtwettereinbruch zwang die Mannschaft zur Umkehr. Das Basislager dieses ersten frühen Besteigungsversuches war auf der Nordseite des Berges errichtet worden, ein Hochlager befand sich auf dem Chogolisasattel auf 6335 m Höhe. Der Umkehrpunkt auf 7500 m blieb bis zur britischen Everest-Expedition von 1922 die größte von Menschen erreichte Höhe.
Hermann Buhl und Kurt Diemberger versuchten 1957 eine Besteigung, nachdem sie wenige Tage zuvor erfolgreich den Broad Peak mit Marcus Schmuck und Fritz Wintersteller erstbestiegen hatten. Am 25. Juni verließen sie ihr erstes Lager und biwakierten auf einem Sattel in 6706 m Höhe auf dem Ostgrat. Am 27. Juni mussten sie nur 300 m unterhalb des Gipfels der Chogolisa II wegen eines plötzlich aufkommenden Schneesturmes umkehren. Während des Abstiegs verlor Buhl die Orientierung und stürzte auf etwa 7300 m Höhe durch Wechtenbruch über die Nordwand ab. Sein Leichnam blieb verschollen.
1958 erreichten M. Fujihira und K. Hirai, Mitglieder einer japanischen Expedition von der Universität Kyōto unter der Leitung von T. Kawabara, den Gipfel der Chogolisa II.
Der Hauptgipfel der Chogolisa wurde am 2. August 1975 von Fred Pressl und Gustav Ammerer, beide Angehörige einer österreichischen Expedition unter der Leitung von Eduard Koblmüller, erstmals erreicht.
Zwei Tage später erstiegen am 4. August 1975 Hilmar Sturm und Alois Furtner ebenfalls den Gipfel, nachdem sie eine Woche zuvor die Schlüsselstelle – eine 1000 m hohe, 55° steile Eiswand zum 6700 m hohen Kaberi-Sattel – gesichert hatten. Expeditionsleiter Koblmüller ereilte fast dasselbe Schicksal wie Buhl – unter ihm brach, ebenfalls im Abstieg, eine Wechte. Er war jedoch angeseilt und seine Kameraden konnten den Sturz halten.